# Plácido Álvarez-Buylla Lozana
Plácido Álvarez-Buylla Lozana (5 avril 1885, Oviedo - 10 août 1938, Paris 19e), un homme politique et diplomate espagnol, ministre de l’industrie et du commerce en 1936 dans le gouvernement Giral.